# クマツヅラ科
クマツヅラ科 (クマツヅラか、Verbenaceae) は被子植物の科。熱帯を中心に分布し、一年草から高木まであり、一部はつる性。花は放射相称（花弁は5裂）または左右相称で、唇状のものもある。葉は多くは対生、果実は液果、核果または分果。全体に芳香または悪臭をもつものが多い。
花が美しいので園芸用に栽培されるものが多く、レモンバーベナなど一部のものはハーブあるいは薬草として用いられる。
日本列島にはクマツヅラ・イワダレソウの2種が自生し、帰化植物もある。

## 分類
約35属1000種を含む。
ヤモメカズラ連 Petreeae
中南米に分布するつる性木本・低木。単心皮性の子房・長く発達した萼・肉質の核果を持つことが特徴。
- Petrea L. ヤモメカズラ属 - ペトレア
- Xolocotzia Miranda

ハリマツリ連 Duranteae
中南米・アフリカ・インド。主に複総状花序を付ける。
- Recordia Moldenke - 1種のみがボリビアに分布する。
- Duranta L. ハリマツリ属 - デュランタとも呼ばれる。四心皮性の子房を持つ。
- Stachytarpheta Vahl ナガボソウ属 - 南米産。約130種を含み、1種のみがアフリカに分布。
- Chascanum E.Mey - アフリカ・マダガスカル・アラビア半島・インド。
- Bouchea Cham. - 中南米。

Casselieae
中南米。3属14種を含む。子房は二心皮性。
- Parodianthus Tronc.
- Tamonea Aubl.
- Casselia Nees & Mart.

Citharexyleae
中南米。子房は二心皮性。
- Verbenoxylum Tronc.
- Rehdera Moldenke
- Citharexylum L.
- Baillonia Bocq.

Priveae
2属約20種を含む。
- Priva Adans. - 南米・アフリカ・南アジア。
- Pitraea Turcz. - 南米に1種のみ。本科では珍しい塊茎性の多年生草本。

Rhaphithamnus Miers

Neospartoneae
南米南部。子房は単心皮性。
- Lampayo F.Phil. ex Murillo
- Neosparton Griseb.
- Diostea Miers

Dipyrena Hook.

クマツヅラ連 Verbeneae
草本か小低木。子房は二心皮性で4つの分果となる。シチヘンゲ連と共に、仮雄蘂を欠くという共有派生形質を持つ。
- Mulguraea N.O’Leary & P.Peralta
- Junellia Moldenke
- Glandularia J.F.Gmel.
- Hierobotana Briq.
- Stylodon Raf.
- Verbena L. クマツヅラ属（バーベナ）

シチヘンゲ連 Lantaneae
9属275種を含む。Phyla 属（草本）以外は小低木・低木。子房は単心皮性で、2種子を含む核果か2個の分果となる。仮雄蘂を欠く。
- Acantholippia Griseb.
- Aloysia Palau（レモンバーベナ：イワダレソウ属に入れることもある）
- Coelocarpum Balf.f.
- Xeroaloysia Tronc.
- Burroughsia
- Phyla Lour.
- Nashia Millsp.
- Lippia L. イワダレソウ属 - イワダレソウ
- Lantana L. シチヘンゲ属

## 過去の分類体系
クロンキスト体系などでは次の属もこの科に含まれていたが、現在はシソ科など他の科に移されている。
- シソ科
  - Callicarpa ムラサキシキブ属 ・Caryopteris カリガネソウ属 ・Clerodendrum クサギ属 ・Gmelina ・Petitia ・Premna ハマクサギ属 ・Tectona チーク属 ・Vitex ハマゴウ属 など
- スティルベ科 Stilbaceae として分離
  - Anastrabe ・Bowkeria ・Campylostachys ・Euthystachys ・Halleria ・Ixianthes イクシアンテス属 ・Kogelbergia ・Nuxia ヌクシア属 ・Retzia ・Stilbe スティルベ属
- 旧ゴマノハグサ科の一部も含めてハエドクソウ科とする
  - Phryma ハエドクソウ属
- キツネノマゴ科
  - Avicennia ヒルギダマシ属